# Vitčice
Vitčice település Csehországban, a Prostějovi járásban. Vitčice Srbce, Věžky, Dřínov, Křenovice, Stříbrnice, Vrchoslavice és Pavlovice u Kojetína településekkel határos. Lakosainak száma 184 fő (2024. január 1.).

## Népesség
A település lakosságának változását az alábbi diagram mutatja:
| Lakosok száma | 373  | 389  | 487  | 319  | 247  | 160  | 187  | 178  | 178  | 184  |
|               | 1869 | 1900 | 1921 | 1961 | 1980 | 2011 | 2016 | 2019 | 2021 | 2024 |